# ناحیه الوسطى (رودان)
ناحیه الوسطی هو أحد أجزاء مقاطعه رودان في محافظة هرمزكان في إيران . ومركز هذا القسم مدينة رودان (دهبارز) .

## أقسام البلاد
- ناحیه الوسطی
- من مقاطعع رودان
  - قسم ابنما الریفی
  - قسم برنطين الریفی
  - قسم فارياب الریفی
  - قسم رهدار الریفی

المدينة: رودان (دهبارز)

## سكان
بناءً على التعداد السكاني والسكني لعام 2015 ، بلغ عدد سكان الجزء الأوسط من مدينة رودان 70,239 نسمة.

## الاستعلامات المعتمدة
- قائمة أجزاء من إيران
- محافظة هرمزكان
- مقاطعه رودان